# جون شو ريني
جون شو ريني (بالإنجليزية: John Shaw Rennie)‏ هو سياسي بريطاني (وحمل سابقاً جنسية المملكة المتحدة لبريطانيا العظمى وأيرلندا)، ولد في 12 يناير 1917 في غلاسكو في المملكة المتحدة، وتوفي في 12 أغسطس 2002. انتخب Governor of British Mauritius ‏ وانتخب Governor-General of Mauritius ‏ (12 مارس 1968 – 3 سبتمبر 1968).